# آزادماهی سرخ
آزادماهی سرخ (انگلیسی: Sockeye salmon)، گونه‌ای آنادرموس از ماهیان آزاد است که در شمال اقیانوس آرام و رودخانه‌های منتهی به آن یافت می‌شود. این گونه از ماهیان آزاد اقیانوسی در زمان تخم‌ریزی عمدتاً به رنگ قرمز دیده می‌شوند. طول آن‌ها می‌تواند تا ۸۴ سانتی‌متر و وزنشان بین ۲٫۳ تا ۷ کیلوگرم برسد. نوزادان این ماهی تا زمان آمادگی برای مهاجرت به دریا ــ که ممکن است تا فاصلهٔ ۱٬۶۰۰ کیلومتری باشد ــ در آب شیرین باقی می‌مانند. رژیم غذایی آن‌ها عمدتاً شامل زئوپلانکتون‌ها است. ماهی آزاد ساک‌آی تک‌زایشی است و پس از تخم‌ریزی می‌میرد. برخی جمعیت‌ها که کوکانی نامیده می‌شوند، به دریا مهاجرت نمی‌کنند و تمام زندگی خود را در آب شیرین سپری می‌کنند.